# Ianthocincla rufogularis
Ianthocincla rufogularis là một loài chim trong họ Leiothrichidae.